# NGC 4795
NGC 4795 este o galaxie spirală situată în constelația Fecioara. A fost descoperită în 23 ianuarie 1784 de către William Herschel. Se află la o distanță de 43,71 de megaparseci de Pământ.